# اریکا زافیرووا
اریکا زافیرووا (بلغاری: Ерика Росенова Зафирова؛ زادهٔ ۷ مهٔ ۱۹۹۹) ژیمناست ریتمیک اهل بلغارستان است.